# Porte Noire (Bruxelles)
Pour les articles homonymes, voir Porte Noire.
La porte Noire, ou Porta Nigra (en néerlandais : Zwarte Poort), dite aussi Ancienne Porte de Laeken ou Porte Intérieure de Laeken, est une ancienne porte de la première enceinte de Bruxelles. Elle doit son nom sans doute à la couleur de ses murs.